# داريوس أ. أوغدن
داريوس أ. أوغدن هو دبلوماسي وسياسي أمريكي، ولد في 14 أغسطس 1813، وتوفي في 4 مايو 1889. نشط حزبياً في الحزب الديمقراطي. وقد انتخب عضو جمعية ولاية نيويورك ‏.